# アヘロイ

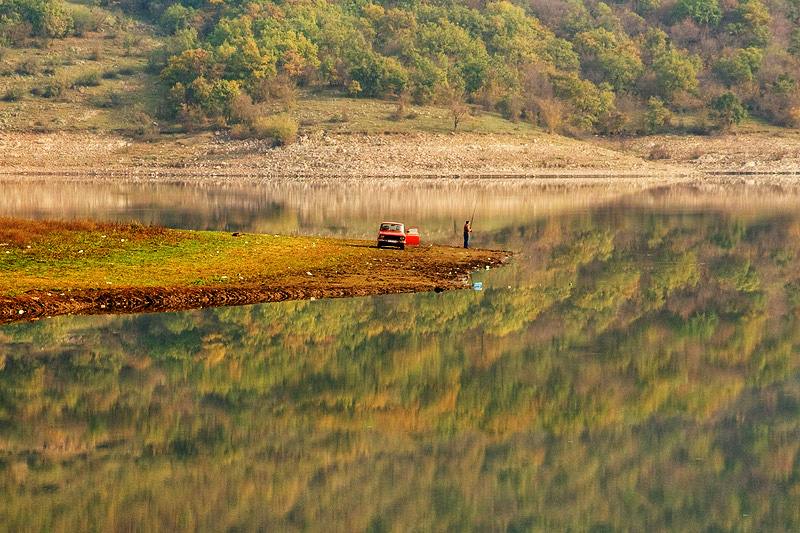
アヘロイダム

アヘロイ（ブルガリア語: Ахелой, Aheloy, [axeˈɫoj]）は、ブルガリアのブルガス州ポモリエ市にある町、海浜リゾート地。人口は2,175人（2006年時点）。黒海沿岸に位置し、南には港湾都市のブルガス、北には観光地として人気のあるネセバル、スランチェフ・ブリャーグ、スヴェティ・ヴラスなどがある。アヘロイ川が市街の南で黒海に注ぐ。
917年に、中世で最も凄惨な戦闘のひとつであるアケロオスの戦いが町の近くで起きた。この戦いで、ブルガリア帝国のシメオン1世は東ローマ帝国に決定的な一撃を加えた。戦死者は9万人以上にのぼり、うち7万人が東ローマ帝国側の兵士であった。これより後の数十年間、ブルガリア帝国は興隆を遂げ、バルカン半島の大部分を版図に収めた。
2009年に正式に町制施行された。
南極のサウスシェトランド諸島にあるリヴィングストン島のアヘロイ・ヌナタク（標高390メートルの山）は、町名に由来する。